# Hrabstwo Hornsby
Hrabstwo Hornsby (Hornsby Shire) - jeden z 38 samorządów lokalnych wchodzących w skład aglomeracji Sydney, największego zespołu miejskiego Australii. Liczy 462 km² powierzchni i obejmuje znaczną część północnego Sydney. Liczba mieszkańców wynosi 151 971 osób (2006). 
Władzę ustawodawczą stanowi dziesięcioosobowa rada hrabstwa. Dziewięciu jej członków pochodzi z wyborów przeprowadzanych z zastosowaniem ordynacji proporcjonalnej w trzech trójmandatowych okręgach wyborczych. Dziesiąte miejsce zarezerwowane jest dla wybieranego bezpośrednio burmistrza, który kieruje też egzekutywą. 

## Galeria

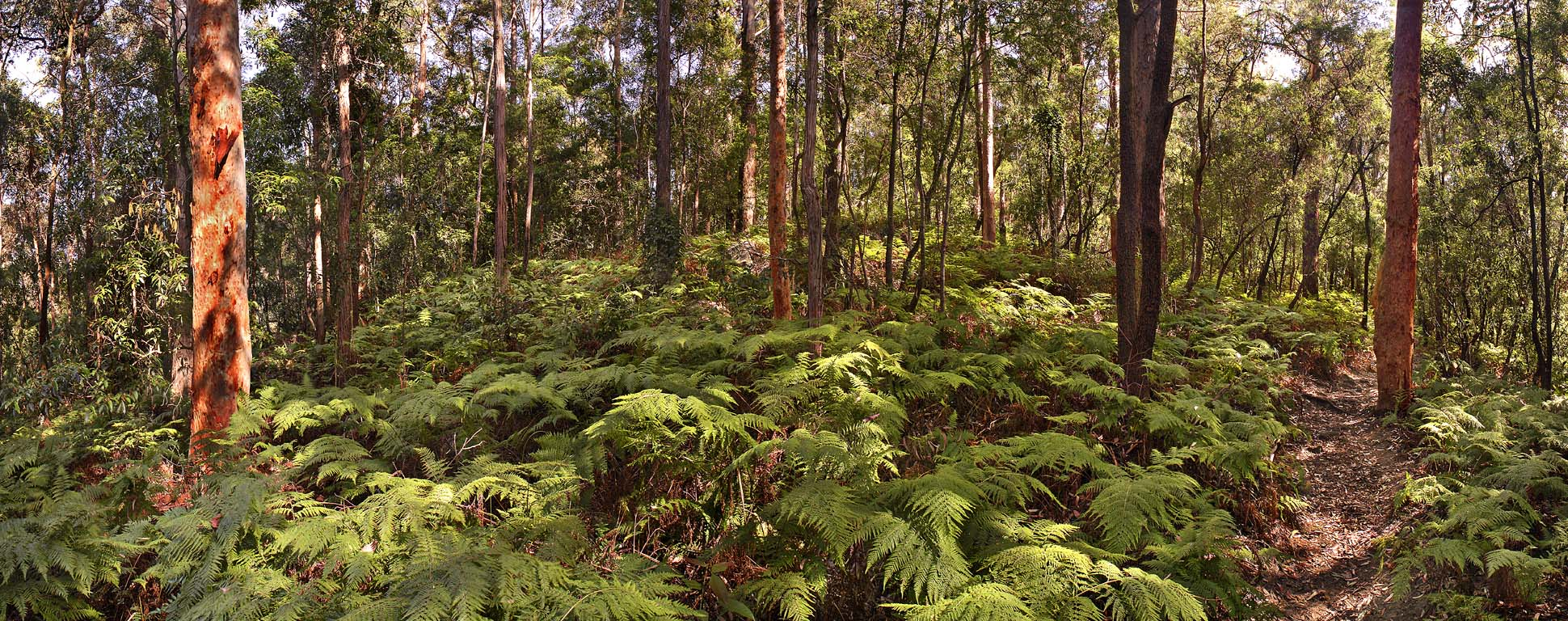
Rezerwat Chilworth
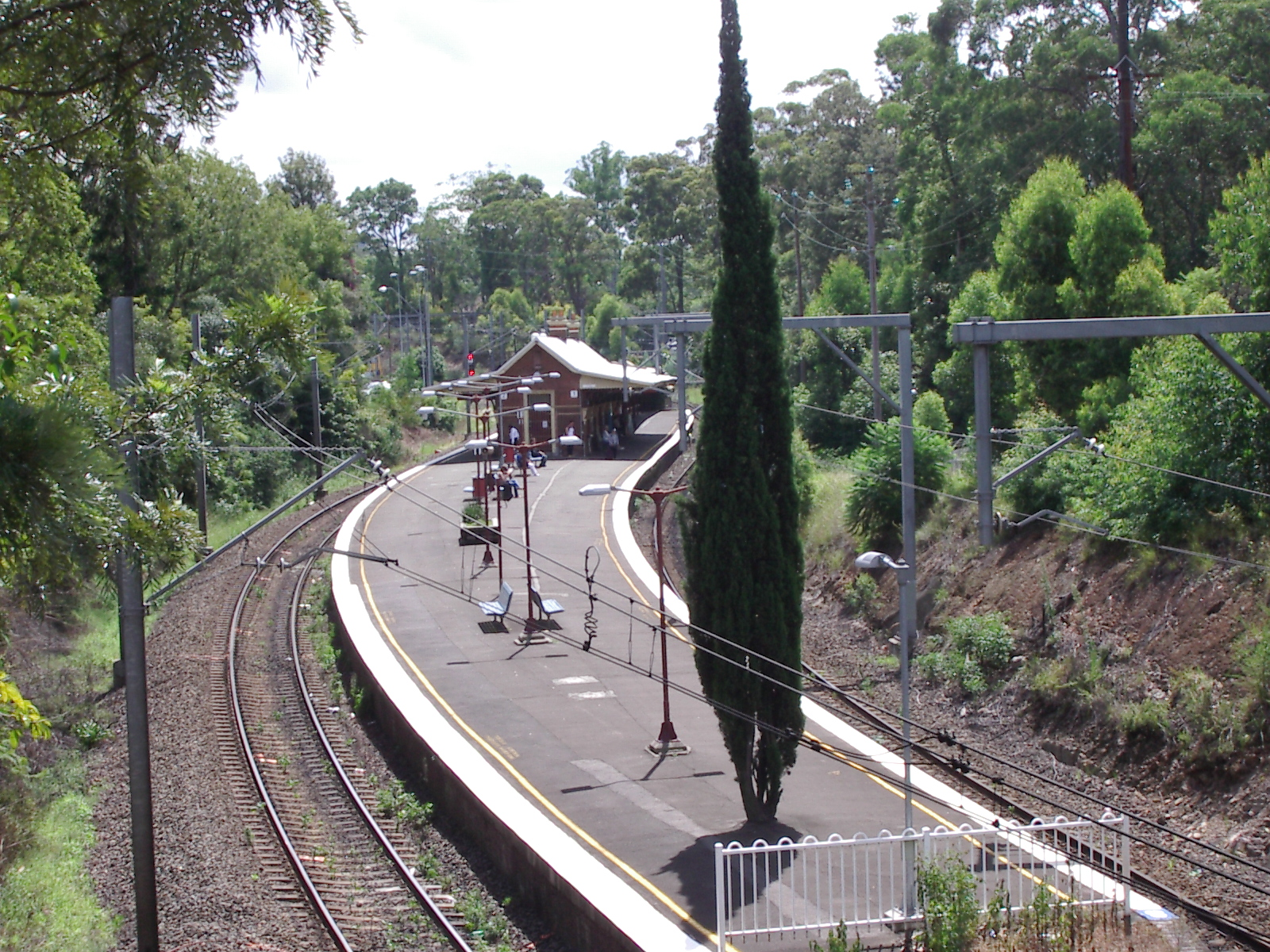
Stacja kolejowa Beecroft
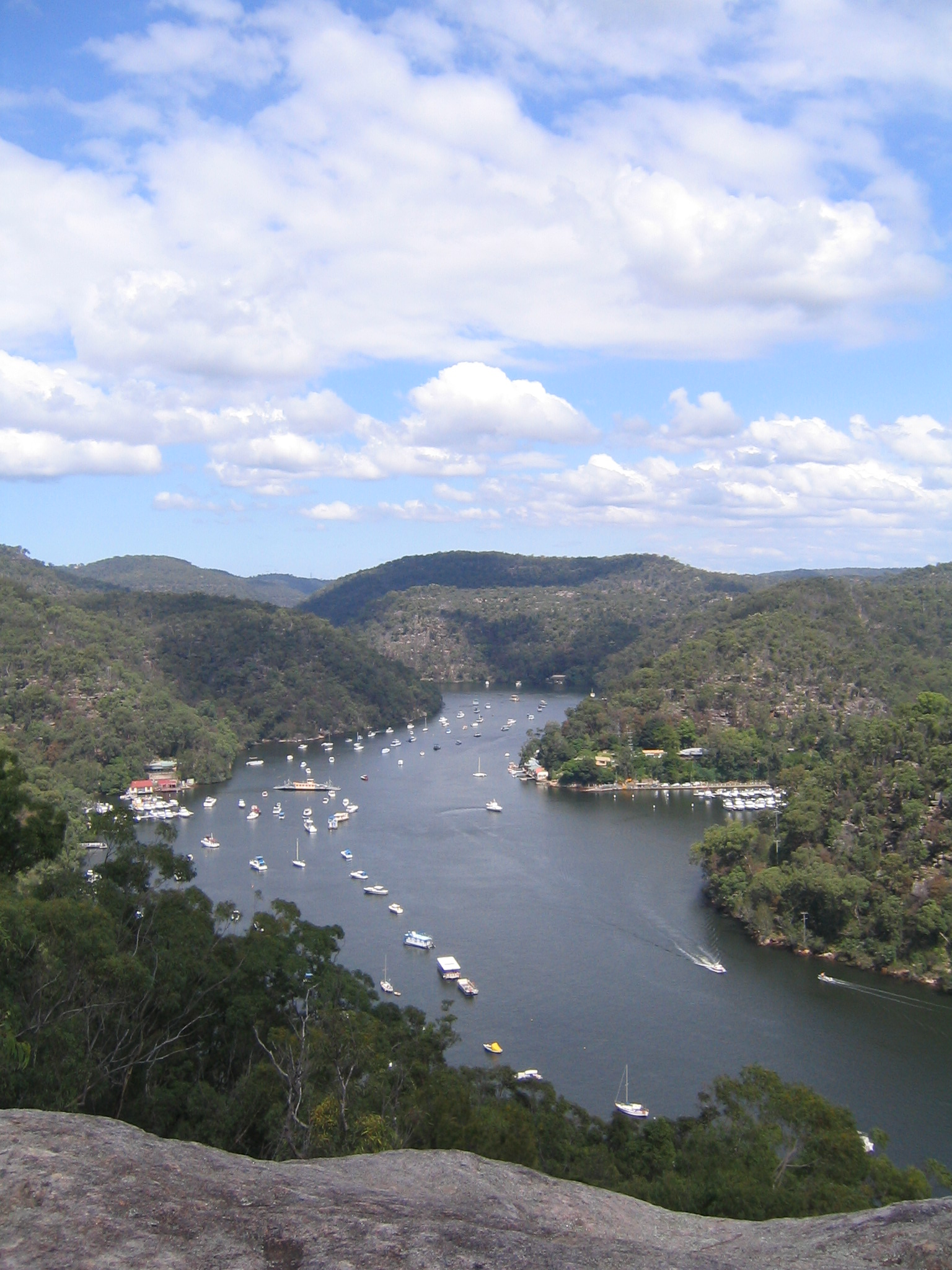
Berowra Waters